# Antarktisfördraget

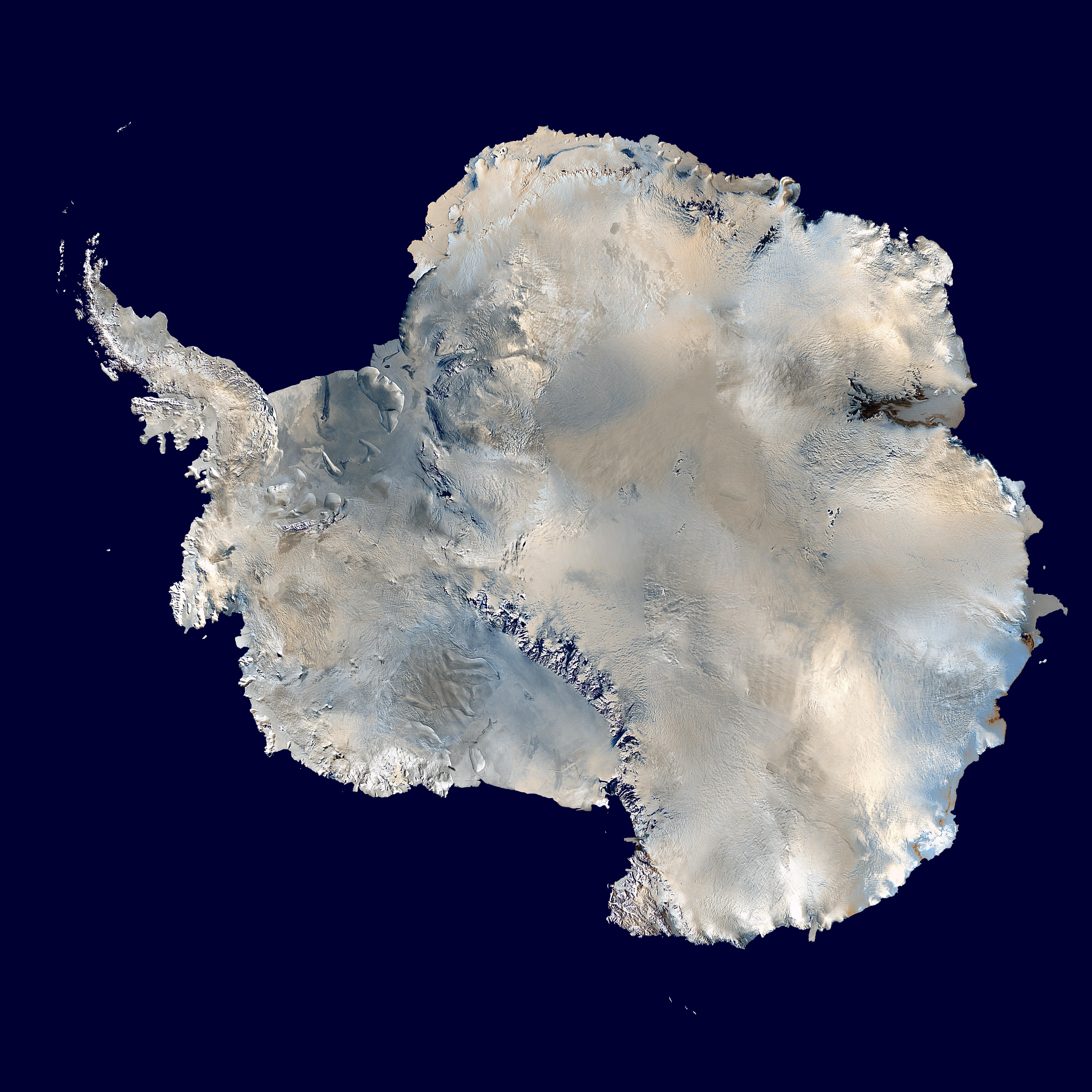
Antarktis

Antarktisfördraget är ett internationellt traktat som behandlar is- och landområderna mellan 60 och 90 grader sydlig breddgrad. Fördraget undertecknades den 1 december 1959 i Washington, D.C., USA och trädde i kraft den 23 juni 1961. Undertecknarna var sju stater med territoriella anspråk på Antarktis (Argentina, Australien, Chile, Frankrike, Nya Zeeland, Norge och Storbritannien), två supermakter (USA och Sovjetunionen) samt Belgien, Japan och Sydafrika. Alla dessa stater drev forskningsstationer på Antarktis under 1957–1958. Flera stater har senare anslutit sig till fördraget, och 2025 hade fördraget 58 parter.
Antarktisfördraget hade stor betydelse när det skrevs på eftersom det var det första avrustningsavtalet där både USA och Sovjetunionen var inblandade, och det ledde till att Antarktis blev en demilitariserad och kärnvapenfri zon.
Fördraget, som ligger utanför FN:s ramverk, stadgar att Antarktis endast ska användas för fredliga ändamål. De undertecknande staterna avstår från att hävda territoriella anspråk på Antarktis. Vidare ska kontinenten ägnas vetenskaplig forskning. Fördraget var till en början giltigt till 1991, men innan perioden var avslutad förlängdes avtalet till 2041. Fördraget gäller landområden och isbankar söder om 60° sydlig bredd, och innebär ett moratorium för alla aktiviteter som rör mineralresurser (undantaget vetenskaplig forskning). Fördraget har ett sekretariat, Secretariat of the Atlantic Treaty.
Sverige anslöt sig till fördraget 1984 (SÖ 1984:5; 1991 års tilläggsprotokoll SÖ 1994:52).